# Syllitus spinosus
Syllitus spinosus är en skalbaggsart som beskrevs av Charles Joseph Gahan 1915. Syllitus spinosus ingår i släktet Syllitus och familjen långhorningar. Inga underarter finns listade i Catalogue of Life.